# Ferrocarril de Romeral
El Ferrocarril de Romeral (FRG) es una línea ferroviaria existente en la Región de Coquimbo, operada por la Compañía Minera del Pacífico (CMP) y destinada al transporte de mineral de hierro desde el yacimiento de El Romeral hasta el puerto de Guayacán.

## Historia
El establecimiento de la mina de hierro de El Romeral implicó la construcción de un muelle mecanizado en el sector de Guayacán en Coquimbo, así como la creación de una vía férrea que transportara el mineral hasta dicho puerto y el puerto principal de Coquimbo. Las obras también se realizaron en el marco del Plan Serena, que implicó el retiro de las vías de ferrocarril del centro de Coquimbo y su traslado a las afueras de la ciudad, construyendo una nueva estación y originando un pequeño ramal hacia el puerto de Coquimbo que se originaba a la altura del estero Culebrón; junto con ello se construía un nuevo ramal de 3 km de largo que parte desde la estación Coquimbo y desciende hacia el sector de Guayacán.

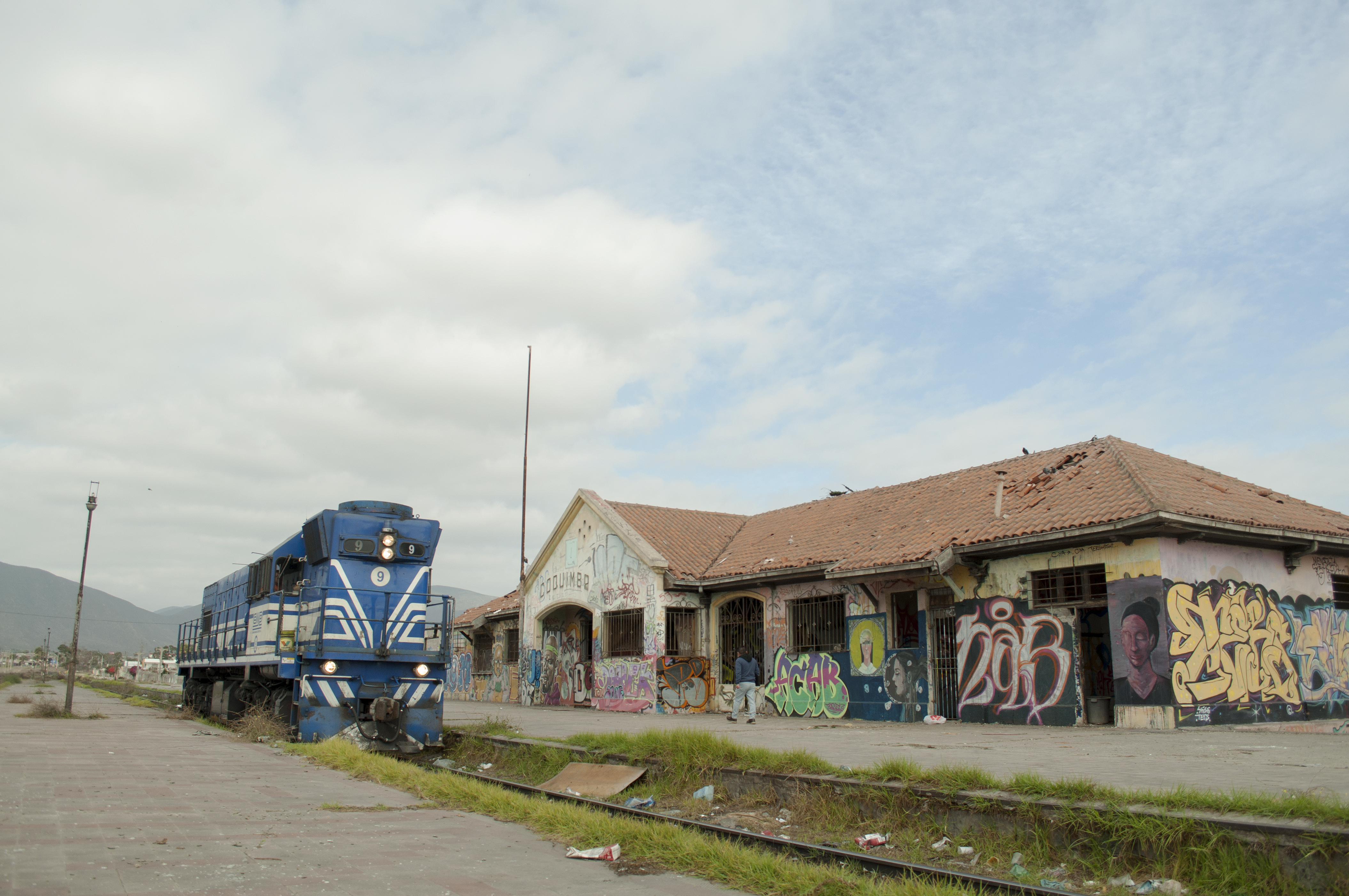
Tren del Ferrocarril de Romeral en la estación Coquimbo.

El 14 de julio de 1950 la Sociedad Bethlehem Chile Iron Mines Company solicitó la concesión para construir y operar un ferrocarril entre la mina de El Romeral y el sector de la fábrica de cemento de Juan Soldado, que había construido en 1943 un ramal de 9 km que conectaba dicha industria con la Red Norte de la Empresa de los Ferrocarriles del Estado a la altura del kilómetro 492. Ese mismo año obtuvo la concesión y la construcción de la línea finalizó en 1954.
El ramal desde El Culebrón hasta el puerto de Coquimbo fue utilizado hasta 1969, cuando CAP decidió priorizar el embarque de minerales a través del puerto de Guayacán.
En 1986 la concesión de la Compañía de Acero del Pacífico (CAP) fue renovada, y posteriormente, durante el proceso de racionalización de EFE —que implicó el traspaso de la Red Norte a Ferronor y la posterior privatización de esta última— el tramo entre las estaciones de La Serena y Coquimbo fue traspasado a CAP, con lo que la totalidad de la línea de 38 km pasó a manos de la empresa minera.

## Trazado
| Estación       | Km | Altura (m s. n. m.) | Coordenadas                                        |
| -------------- | -- | ------------------- | -------------------------------------------------- |
| Romeral (mina) | 0  | 220                 | 29°43′45.1″S 71°13′43.4″O / -29.729194, -71.228722 |
| Pajaritos      | 7  | 88                  | 29°46′41.5″S 71°16′38.2″O / -29.778194, -71.277278 |
| El Jardín      | 15 | 10                  | 29°50′07.9″S 71°15′37.0″O / -29.835528, -71.260278 |
| La Serena      | 23 | 14                  | 29°54′07.4″S 71°15′25.0″O / -29.902056, -71.256944 |
| Peñuelas       | 29 | 7                   | 29°56′51.8″S 71°17′12.8″O / -29.947722, -71.286889 |
| Coquimbo       | 35 | 43                  | 29°58′25.9″S 71°20′04.5″O / -29.973861, -71.334583 |
| Guayacán       | 38 | 10                  | 29°58′06.2″S 71°20′56.3″O / -29.968389, -71.348972 |